# Ana Luisa Fajer Flores
Ana Luisa Fajer Flores (Ciudad de México, 30 de enero de 1962) es una diplomática mexicana que actualmente se desempeña como embajadora de México en la República de Sudáfrica y, en forma concurrente, ante los Reinos de Lesoto y Suazilandia, y las Repúblicas de Angola, Botsuana, Madagascar, Malaui, Mauricio, Mozambique, Namibia, Zambia y Zimbabue.

## Formación Académica
Realizó sus estudios en Relaciones Internacionales en la Facultad de Ciencias Políticas y Sociales de la UNAM, entre 1981 y 1985. Continuó sus estudios en El Colegio de México, en la maestría en Estudios de África entre 1985 y 1988. Posteriormente se trasladó a California EE.UU para obtener el doctorado en sociología por la Universidad de California en Santa Cruz, en 1989. Por último, ingresó al Instituto Matías Romero para realizar sus estudios diplomáticos, finalizándolos en 1993.

## Trayectoria Diplomática
Es miembro del Servicio Exterior Mexicano desde 1993. Obtuvo el rango de Embajadora el 16 de marzo de 2018. 
Sus labores comenzaron dentro de la Secretaría de Relaciones Exteriores como asesora del Secretario de Relaciones Exteriores en 1989 y hasta 1991 que fue cuando ocupó el puesto de directora para África hasta 1998.
De 2005 a 2008 fungió como directora general para África y Medio Oriente y posteriormente fue nombrada cónsul de México en St. Paul, Minnesota, EE.UU hasta 2013. A partir de ese año ocupó el puesto como directora general para América del Norte hasta 2016, año en el que fue nombrada jefa de Cancillería en la Embajada de México en Estados Unidos.
Al siguiente año ocupó el cargo de jefa de Gabinete del Embajador de México hasta 2018, cuando se le nombró Embajadora de México en Sudáfrica.

## Reconocimientos
Ha recibido distintos Reconocimientos, entre ellos del Gobernador Tim Pawlenty de Minnesota (2010), Comunidades Latinas Unidas en Servicio (2009), Barra Hispana de Abogados de Minnesota (2008), Universidad de Guadalajara (2007) y Casa De Esperanza (2012).

## Publicaciones
En febrero de 2008 escribió, “Medio Oriente: una ventana de oportunidad para México” para la Revista Mexicana de Política Exterior, no 82. Posteriormente en 2016 escribió “El valor de la Paciencia y la Creatividad” en Mariangeles Comesaña (comp). Fernando Solana, un Mexicano Excepcional y Fundación Javier Barros Sierra.